# 136199 Erida
136199 Erida (simbol: ; lat. 136199 Eris), drugi je najveći poznati patuljasti planet, dio raspršenog diska.
Iako su ga njegovi otkrivači u početku proglasili desetim planetom u Sunčevom sustavu, otkriće ovog objekta je Međunarodnu astronomsku uniju uz već dugotrajnu debatu oko toga je li Pluton uopće planet, potaknulo na redefiniranje pojma planeta u kolovozu 2006., čime se Erida zajedno s Plutonom svrstao u kategoriju patuljastih planeta.
Erida je od Sunca udaljen 97 AJ i ima promjer između 2400 i 3000 km, a masa mu je oko 1,66·1022 kg (27% veća od Plutonove). Vijest o otkriću objavljena je 29. srpnja 2005. Vjeruje se da je ovo tijelo sačinjeno od kamena i leda.

## Satelit
Dne 10. rujna 2005. otkriven je Eridin satelit, kasnije nazvan Dysnomia (privremenog naziva S/2005 (2003 UB313).

## Vanjske poveznice
- Vijest o "desetom planetu"
- http://www.planeteris.com